# Catharinaklooster (Gouda)
Het Catharinaklooster, ook Catharijneconvent en Suster Ydeconvent, was een kloostercomplex van de tertiarissen die leefden naar de derde regel van de orde van Sint-Franciscus aan de Groeneweg in Gouda.

## Geschiedenis

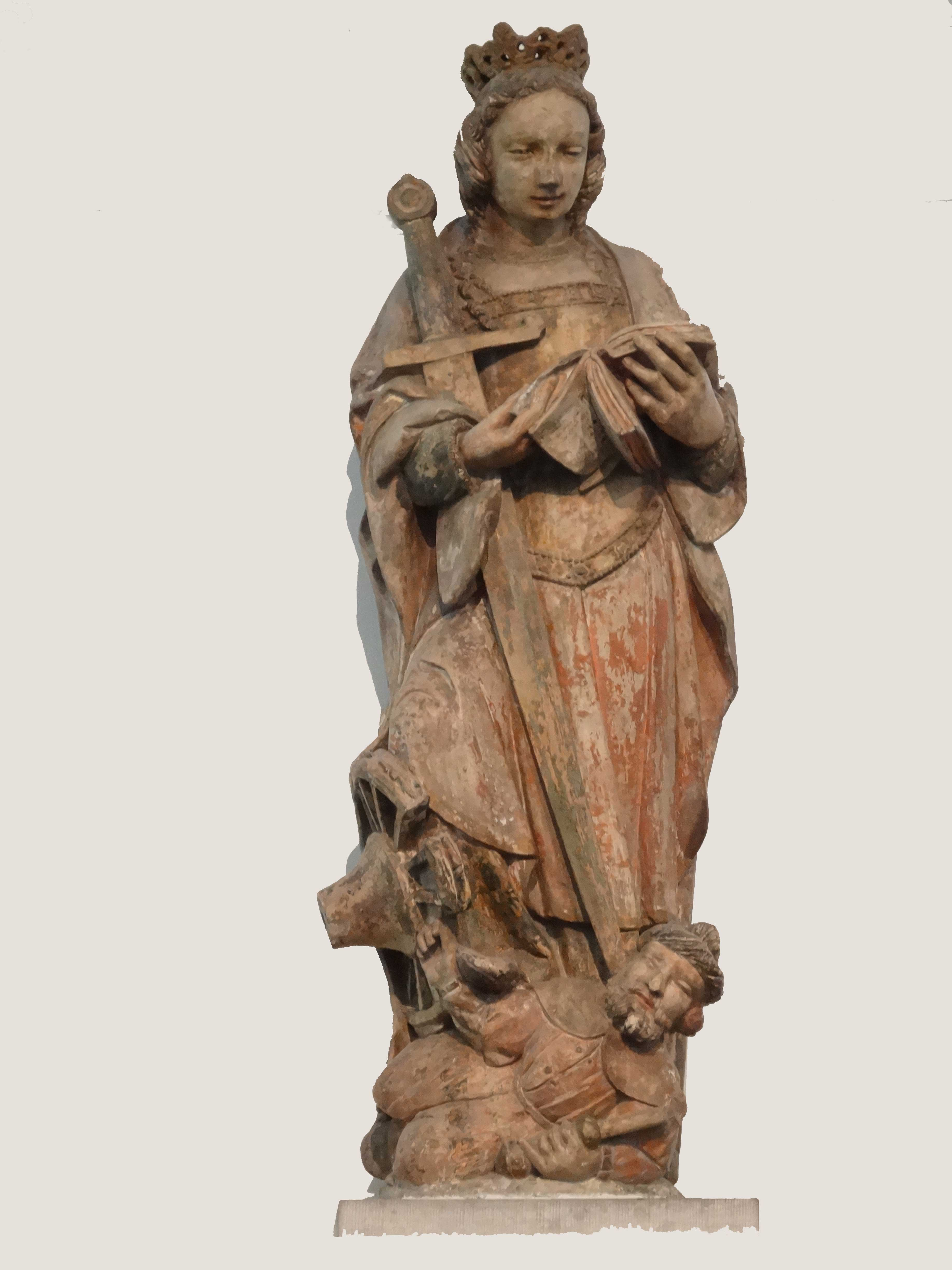
Zandstenen beeld afkomstig uit Noord-Frankrijk van de patroonheilige van het klooster (collectie Museum Gouda)

Het Catharinaklooster lag in het gebied dat grofweg werd begrensd door de Tiendeweg in het noorden, de Groeneweg in het westen, het Cellebroedersklooster in het zuiden en de huidige Houtmansgracht in het oosten. Het klooster werd waarschijnlijk gesticht door Yde Engebrachtsdochter, vandaar dat ook de naam Suster Ydeconvent wel in zwang was. Het klooster bevond zich in een buurt met meerdere kloostercomplexen, waaronder het al genoemde Cellebroedersklooster, het Collatiehuis met de Jeruzalemkapel en het Sint-Margrietklooster. De exacte datum van de stichting van het klooster is niet bekend. Waarschijnlijk bestond er al een voorloper voor 1418, zuidelijker gelegen aan het einde van de Spieringstraat, op de plek van het latere Minderbroederklooster. De stichteres van het klooster overleed in 1464. Het klooster werd gewijd aan de heilige Catharina. Het klooster was aangesloten bij het Utrechtse kapittel. In 1568 besloot Paus Pius V het kapittel op te heffen. De zusters van het Catharinaklooster tekenden echter bezwaar aan tegen het voornemen van de paus om hen onder het gezag te plaatsen van de Provinciaal van de Minderbroeders-Observanten. Hun bezwaar werd in 1572 gehonoreerd door de opvolger van Pius V, Paus Gregorius XIII. De overwinning van de nonnen leverde hen feitelijk weinig op, want na de hervorming brak een moeilijke tijd aan voor de bewoners van het Catharinaklooster. In 1573 werd het de katholieken verboden om in het openbaar hun geloof uit te oefenen. De zusters van het Catharinaklooster zochten onderdak het in Herthuys op de Markt. Toen zij hun - in het Herthuys verborgen - kostbaarheden terug wilden brengen naar het klooster werden zij beroofd. Tot 1579 werden er nog wel missen in het klooster opgedragen. Omstreeks 1593 viel het doek definitief voor het kloostercomplex. De Geuzenstraat werd aangelegd over een deel van het complex, dat in percelen werd geveild. Scheygrond vermeldt "Dese straet creech de naem uit opveylen van de erven" dat zou verwijzen, aldus Scheygrond, naar "de door de geuzen geplunderde en in brand gestoken erven van het St.-Catharinaklooster". Een deel van de gebouwen heeft jarenlang dienstgedaan als tuchthuis in Gouda. De Goudse geschiedschrijver Ignatius Walvis beschrijft dat als volgt: "De woonplaats of 't Cellenhuis der Nonnen, is dat stevig en hoog gebouw 't geen nu tot een boeven en hoeren-tucht-huis gebezigt word". De bij het klooster behorende kerk heeft lange tijd gefungeerd als opslagplaats voor turf en werd daarom ook wel de Turfkerk genoemd. In 1851 werd het kerkgebouw afgebroken, ondanks pogingen om het gebouw van de ondergang te redden.
Op het terrein van het voormalige kloostercomplex werd later de Ernst Casimirschool gebouwd.